# Apple III

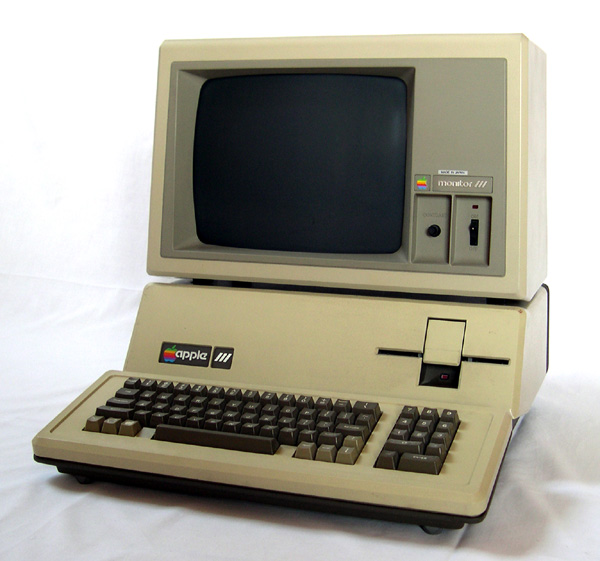
Apple III-Computer

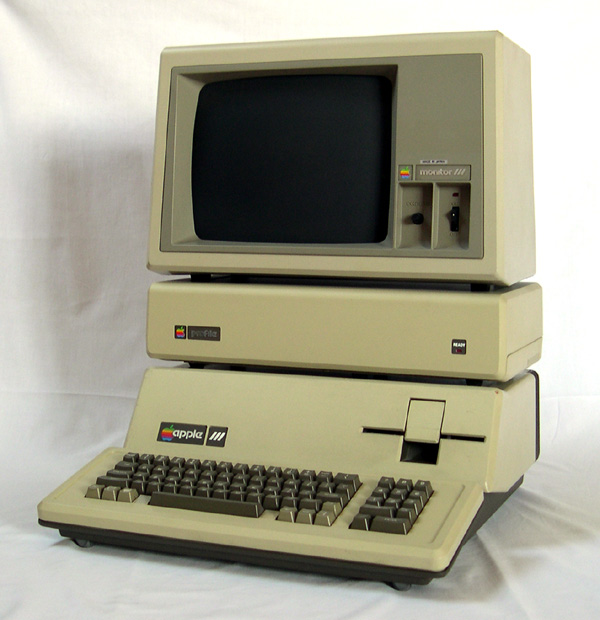
Apple III mit „ProFile“-Festplatte

Der Apple III (Eigenschreibweise Apple ///) war der erste Computer von Apple, der ohne Steve Wozniak (er entwarf 1976 den Apple II) entwickelt wurde. Die Arbeit am Apple III begann im Jahr 1978, vorgestellt wurde er im Mai 1980.
Der Apple III wurde aus mehreren Gründen zum teuren Flop. Dazu gehörten der hohe Preis und die in der Praxis unvollständige Kompatibilität zum beliebten Apple II und dessen bereits recht großer Softwarebibliothek – für Apple-II-Programme wurden nur maximal 48 kB RAM unterstützt, während die meisten Programme damals bereits 64 kB erforderten. Vielleicht noch bedeutender waren technische Probleme, wie etwa häufige Abstürze durch Überhitzung und die Tendenz der Chips, aus ihren (billigen) Sockeln zu rutschen.
Die technischen Probleme wurden zwar mit dem 1983 eingeführten Apple III Plus behoben, aber der entstandene schlechte Ruf des Gerätes ließ sich dadurch nicht mehr ändern. Die so entstandene Marktlücke oberhalb des Apple II füllte 1981 der IBM PC.
Da der Apple II sich, anders als der III, weiterhin gut verkaufte, nannte Apple seinen nächsten 8-Bit-Rechner 1982 dann nicht Apple IV, sondern Apple IIe und achtete diesmal auf volle Kompatibilität zum Apple II.

## Technische Spezifikation
| Prozessor                | 8-bit Synertek 6502A, 2 MHz                                                 |
| RAM                      | 128 kB III, 256 kB III+, max. 512 kB                                        |
| ROM                      | 4 kB                                                                        |
| Grafik                   | integriert, Text 80×24×2, Grafik 140×192×16, 280×192×6 und 520×192×2 Farben |
| Sound                    | ein Kanal in 6-Bit Auflösung, über sieben Oktaven                           |
| Diskettenlaufwerk        | 5¼" 140 kB integriert, optional bis zu drei weitere extern                  |
| Festplatte               | externe 5 MByte ST506-Festplatte (sog. ProFile)                             |
| Festplattenschnittstelle | ST506-Schnittstelle                                                         |
| Tastatur                 | im System integriert, erstmals mit Apfeltasten                              |
| RS-232                   | 1                                                                           |
| Slot                     | 4 Apple II Expansion Slots                                                  |
| Joystick                 | 2                                                                           |
| Betriebssystem           | Apple SOS, Apple DOS                                                        |
| Software                 | Business Basic                                                              |